# Долина Царів

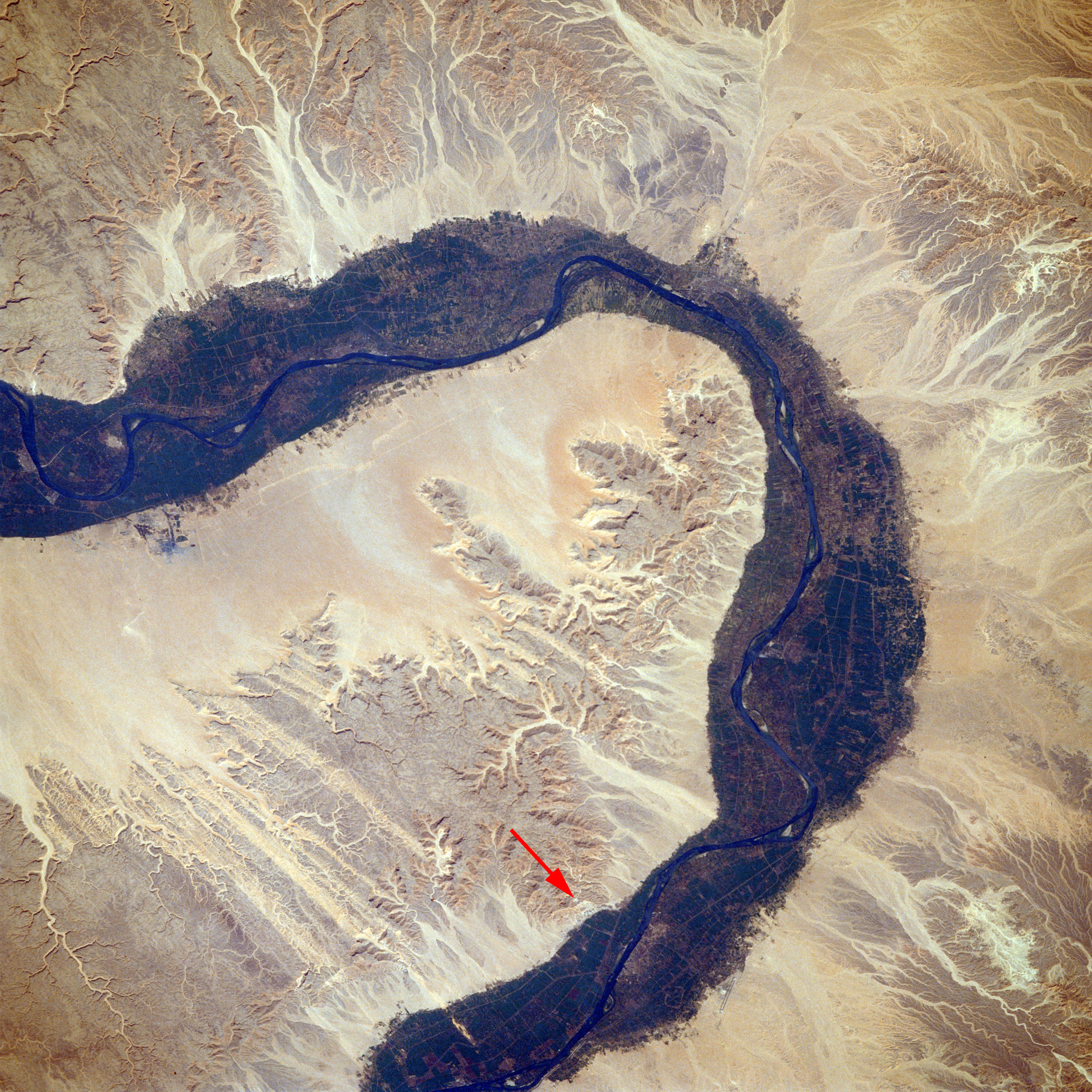
Розташування долини на Фіванських пагорбах, на захід від Нілу, жовтень 1988 року (червона стрілка показує місце)

Доли́на Царі́в (араб. وادي الملوك Wādī al Mulūk; копт. ϫⲏⲙⲉ, трансліт. džēme), також відома як Доли́на бра́ми царі́в (араб. وادي  ابواب  المملوك Wādī Abwāb al Mulūk), — долина в Єгипті, де впродовж приблизно 500 років (з XVI століття до н. е. до XI століття до н. е.) викопували скельні гробниці для поховання фараонів і великих феодалів Нового царства стародавнього Єгипту (від вісімнадцятої до двадцятої династій).
Долина (ваді) лежить у центрі Фіванського некрополя, розташованого на західному березі Нілу, навпроти міста Фіви (біля сучасного Луксора). Складається з двох частин: Східної (з більшістю гробниць) і Західної долин.
Після відкриття 2005 року нової камери та відкриття 2008 року ще двох входів до гробниць, станом на 2018 рік відомо 63 гробниці та камери (які за розміром перебувають у діапазоні від KV54, простої ями, до KV5, складної гробниці з понад 120 камерами). Долина була основним місцем поховання найвизначніших фараонів єгипетського Нового царства, а також низки привілейованих вельмож. Королівські гробниці прикрашені сценами з єгипетської міфології. Ці зображення дають ключ до зрозуміння вірувань і поховальних обрядів того періоду. Судячи з усього, майже всі гробниці були розкриті і пограбовані ще в давнину, але вони все ж дають уявлення про багатство і владу фараонів.
Ця територія з кінця XVIII століття стала центром археологічних і єгиптологічних досліджень. Досі її гробниці і поховання притягують увагу дослідників. У новітній час долина стала відомою завдяки відкриттю гробниці Тутанхамона (і поширеним щодо неї чуткам про прокляття фараонів), і є однією з найвідоміших археологічних пам'яток у світі. 1979 року, разом із залишками Фівського некрополя, ЮНЕСКО визнало долину світовою спадщиною. У Долині тривають розвідки, розкопки та консервація, й зовсім нещодавно відкрито новий туристичний центр.

## Геологія

Стратиграфія долини

Долина царів лежить на товщі понад 300 м вапняку та інших осадових порід, які утворюють скелі в долині та прилеглій зоні Дейр ель-Бахрі, упереміш з м'якими шарами мергелю. Ці осадові породи утворились від 35 до 56 мільйонів років тому, в часи, коли Середземне море простягалось далеко на південь, іноді навіть до Асуану. За часів плейстоцену постійні дощі вирізали в плато долину. Нині в цій частині Єгипту випадає мало опадів за рік, але час від часу долину вражають Flash flood, скидаючи у відкриті гробниці тонни уламків.
Матеріал породи в Долині варіюється в широких межах, від дрібнозернистого до грубого каміння, останнє може бути крихким. Іноді випадковий шар сланцю також може спричиняти труднощі в будівництві, оскільки цей камінь розширюється в присутності вологи, розсуваючи навколишнє каміння. Вважають, що деякі гробниці набули певної форми і розміру в залежності від типу породи, з якою зіткнулися будівельники.

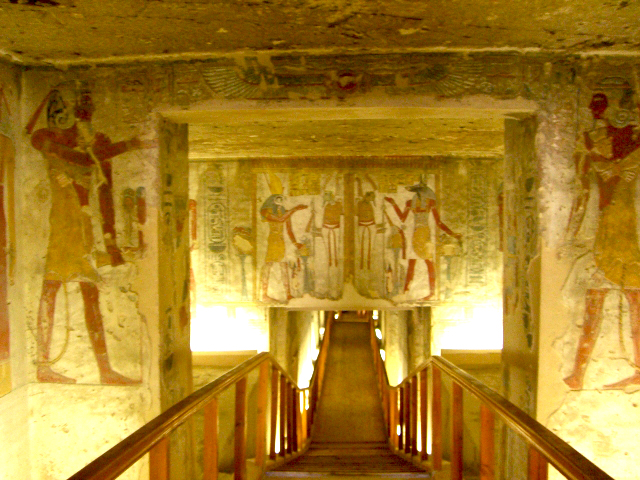
Коридор, що спускається в гробницю Таусерта і Сетнахта

Під час будівництва гробниць будівельники використовували геологічні особливості породи. Деякі гробниці створено внаслідок розширення наявних вапнякових щілин, інші позаду схилів осипів, або на краях скельних відрогів, утворених стародавніми руслами від потоків.
Проблеми будівництва гробниць можна побачити на прикладі гробниці Рамсеса III і його батька Сетнахта. Сетнахт почав рити котлован KV11, але потрапив у гробницю Аменмеса, тому покинув будівництво, а натомість привласнив собі гробницю Таусерт, KV14. Шукаючи гробницю, Рамсес III продовжив частково викопану могилу, яку розпочав був його батько. Гробниця Рамзеса II повернулась до раннього стилю, з вигнутою віссю, мабуть через якість породи (відтворює напрям сланцю Есна).
У період з 1998 по 2002 рік в рамках Проекту царських гробниць Амарна йшли дослідження дна долини з застосуванням георадару, які виявили, що нижче сучасної поверхні скелі спускаються під осип до кам'яного дна долини низкою крутих, природних «полиць», розташованих одна під одною.

### Геологічна будова
Долина Царів має три основних геологічних шари:
- білий вапняк (Середня глибина 150 м. — 300 м)
- сланці (від 150 до 90 м)
- гіпс (90 м)

Могили XVIII династії, як правило, видовбані в стінах ущелини. Могили XIX династії були вириті в стінах ущелини, однак тунелі в основному йшли під землю. Могили XX династії були вириті в землі і зовсім не постраждали від проникнення води.

### Гідрологія
Район Фіванських пагорбів є ареною нечастих сильних гроз, які спричиняють у долині повені. Нещодавні дослідження показали, що існує принаймні сім активних утворених потоками русел, які ведуть униз, у центральну частину долини. Судячи з усього, центральна частина затоплювалась наприкінці XVIII династії, внаслідок чого кілька гробниць виявились похованими під метрами уламків. Гробниці KV63, KV62, і KV55 видовбані в камені ваді, а не в уламках, показуючи, що рівень долини був на п'ять метрів нижче нинішнього. Після цієї події наступні династії вирівняли підлогу долини, розподіливши осад повеней далі вниз по долині, а закопані могили були забуті і виявлені лише на початку 20-го століття. Ця територія була предметом Проекту царських гробниць Амарна сканування поверхні за допомогою радіолокаційної розвідки, який показав низку аномалій, однією з яких виявилася KV63.

## Історія

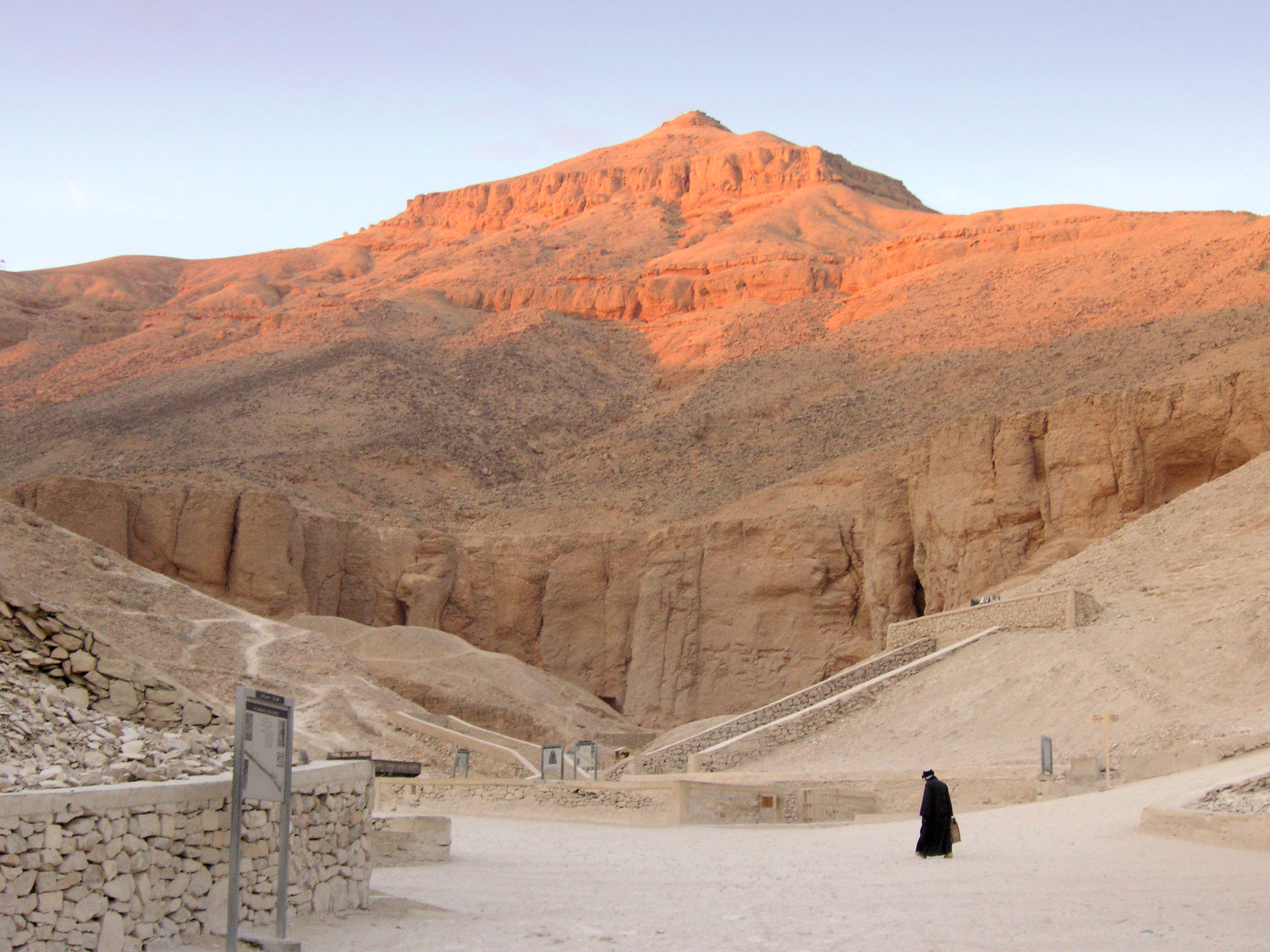
Аль-Курн височіє над долиною.

Над Фіванськими пагорбами височіє пік Аль-Курн, відомий стародавнім єгиптянам як ta dehent, або «Пік». Він має пірамідоподібну форму, і цілком імовірно, що нагадував єгиптянам піраміди Стародавнього царства, створені за понад тисячу років до появи перших царських поховань видовбаних тут. Ізольоване положення долини ускладнило доступ до неї й дало змогу спеціальній поліції гробниць (Меджаї) охороняти некрополь.
Тоді як знакові комплекси пірамід на плато Гізи стали символом стародавнього Єгипту, більшість гробниць видовбані в скелі. Більшість пірамід та мастаб містять відділення, які йдуть нижче рівня землі. Крім того, в Єгипті існують повністю видовбані в скелі гробниці, створення яких припадає на часи стародавнього царства.
Після перемоги над гіксосами і возз'єднання Єгипту під владою Яхмоса I, фіванські правителі почали будувати складні гробниці, які віддзеркалювали їхню новознайдену силу. Гробниці Яхмоса і його сина Аменхотепа I (їх точне місце перебування невідоме), ймовірно, були в некрополі фараонів сімнадцятої династії Дра Абу ель-Неґа. Перші царські гробниці в долині належали Аменхотепові I (хоча її належність теж заперечується) і Тутмосові I, чий радник, Інені, зазначає у своїй могилі, що він порадив цареві вибрати місце для могили в пустельній долині (про яку саме гробницю йдеться незрозуміло, але це, ймовірно, KV20 або KV38).
|  | Я подбав про викопування скельної гробниці його величності, самотньої, щоб ніхто не побачив, ніхто не почув. Оригінальний текст (англ.) I saw to the excavation of the rock-tomb of his majesty, alone, no one seeing, no one hearing. |

Долину використовували для первинних поховань приблизно від 1539 року до н. е. до 1075 року до н. е. Вона містить не менше як 63 гробниці, починаючи від Тутмоса I (або, можливо, раніше, від часів правління Аменхотепа I) і закінчуючи Рамсесом X або XI, хоча у привласнених гробницях тривали не царські поховання.
Попри свою назву, Долина Царів також містить могили наближених вельмож, а також дружин і дітей вельмож та фараонів. Отож, лише близько 20 гробниць насправді містять останки царів. За часів Рамсеса I (бл. 1301 р. до н. е.) будівництво розпочалося в окремій Долині Цариць.

### Царський Некрополь
Офіційна назва цієї пам'ятки в стародавні часи була Великий і величний некрополь мільйонів років фараона, життя, сили, здоров'я на захід від Фів (див. нижче ієрогліфічне написання), або Ta-sekhet-ma'at (велике поле).
| G41 | G1 | Aa1 · D21 | O1 | O29 · Y1 | A50 | s | Z4 · Y1 | G7 | N35 | C11 | Z2 · N35 | M4 | M4 | M4 | t | Z2 · N35 | O29 · O1 · O1 | G7 | S34 | U28 | s | D2 · Z1 | R14 | t | t | N23 · Z1 · N35 | R19 | t | O49 | G7 |

На початку вісімнадцятої династії у долині ховали тільки царів, у великих гробницях. Якщо й ховали когось іншого, то в невеликій вибитій у скелі камері, поруч з усипальницею його господаря. Гробницю Аменхотепа III побудовано в Західній долині, тоді як його син Ехнатон переніс будівництво своєї гробниці в Амарну, вважають, що недобудована WV25, можливо, спочатку призначалась йому. З поверненням до релігійної ортодоксальності наприкінці XVIII династії, Тутанхамон, Ай і Хоремхеб повернулися в царський некрополь.
За часів дев'ятнадцятої та двадцятої династій кількість поховань збільшилася (як тут, так і в Долині Цариць); Рамсес II і пізніше Рамсес III побудували великі гробниці, які використано для поховання їхніх синів (KV5 і KV3 відповідно). Кілька царів не поховані в долині, або ж їхні гробниці досі не знайдено: Тутмос II, можливо, був похований у Дра Абу ель-Неґа (хоча його мумія була в Дейр-ель-Бахрі DB320), поховання Сменхкара не знайдено, а Рамсес VIII, здається, похований в іншому місці.
За часів пірамід гробниця царя була пов'язана з заупокійним храмом, розташованим неподалік від піраміди. Коли гробниці царів стали розміщувати в таємному місці, то заупокійний храм перемістили далеко від поховання, ближче до культових місць у бік Фів. Ці поминальні храми стали місцями відвідування під час різних фестивалів, що проводились у Фіванському некрополі. Найцікавіший з них — Прекрасне свято долини, під час якого священна барка Амона-Ра, його дружини Мут і сина Хонсу вирушала з храму в Карнаці, щоб відвідати похоронні храми померлих царів на Західному березі та їх святині у Фіванському некрополі.
Будівники та декоратори гробниць жили в селі Дейр-ель-Медіна, розташованому в невеликому ваді між цією долиною і Долиною Цариць, навпроти Фів. Робітники вирушали до гробниць різними маршрутами через Фіванські пагорби. Повсякденне життя цих працівників досить добре відоме і записане в гробницях, а також в офіційних документах. Серед задокументованих подій, можливо, перший зареєстрований страйк працівників, записаний у Туринському папірусі про страйк.

## Дослідження долини

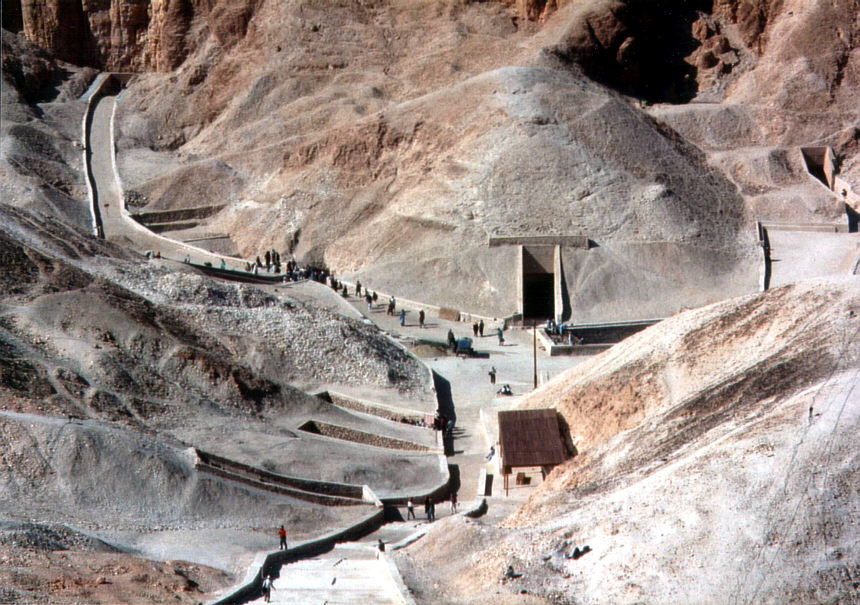
Краєвид центральної частини Східної долини, на якому видно місцину навколо гробниці Тутанхамона

Упродовж останніх двох століть Долина була у фокусі новітніх єгиптологічних розвідок. До того часу, це була туристична пам'ятка (особливо в римські часи). Ця місцина ілюструє зміни у вивченні стародавнього Єгипту, починаючи з полювання за старожитностями і завершуючи науковими розкопками всього Фіванського некрополя. Незважаючи на дослідження і розслідування, вказані нижче, тільки одинадцять з цих гробниць повністю описані.
Багато гробниць мають графіті, написані тими давніми туристами. Жюль де Бає встановив понад 2100 грецьких і латинських зразків графіті, поряд з меншою кількістю фінікійською, кіпрською, лікійською, коптською та іншими мовами. Більшість античних графіті знайдено в KV9, у якій міститься трохи менше як тисячу з них. Найбільш ранні точно датовані графіті припадають на 278 р. до н. е.

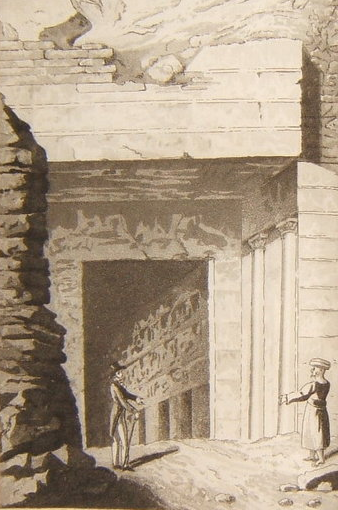
Вхід у царську гробницю, намальований 1821 року

1799 року члени експедиції Наполеона до Єгипту (особливо Домінік Віван-Денон) намалювали карти і плани відомих гробниць, і вперше відзначили Західну долину (де Проспер Жоллуа і Едуар де Вільє-дю-Терраж визначили гробницю Аменхотепа III, WV22). В Описі Єгипту 22 томи (із загального числа 24) присвячені місцевості в околицях Фів.
Європейські дослідження в околицях Фів тривали в дев'ятнадцятому столітті. На початку століття цей район відвідав Джованні Бельцоні, що працював на Генрі Солта, який виявив кілька гробниць, зокрема Ая в Західній долині (WV23) 1816 року і Сеті I (KV17) наступного року. Наприкінці свого відвідування, Бельцоні заявив, що всі гробниці вже визначено і нічого примітного вже знаходити не залишилось. Одночасно там працював Бернардино Дроветті, Генеральний консул французький і запеклий суперник Бельцоні та Солта. Джон Гарднер Вілкінсон, який жив у Єгипті від 1821 до 1832 року, скопіював багато написів і картин у гробницях, які вже були відкриті на той час. Дешифрування ієрогліфів, хоча ще й неповне на час перебування в Долині Вілкінсона, дозволило йому встановити хронологію володарів Нового Царства на підставі написів у гробницях. Крім того, він встановив систему нумерації гробниць, яка відтоді у вжитку, з доповненнями.
Друга половина століття засвідчила більш узгоджені зусилля зберегти, а не просто зібрати, старожитності. Єгипетська служба старожитностей під керівництвом Огюста Маріетта почала освоювати долину, спочатку Ежен Лефебюр 1883 року, потім Жюль Бає і Жорж Бенедіт на початку 1888-го, і, нарешті, Віктор Лоре від 1898 до 1899 року. Лоре додав ще 16 гробниць до списку, і вивчив кілька гробниць, які вже були виявлені. У цей час Жорж Дарессі дослідив KV9.
Коли Гастона Масперо призначили головою Служби єгипетських старожитностей, характер освоєння Долини знову змінився. Масперо призначив англійського археолога Говарда Картера головним інспектором Верхнього Єгипту, і цей молодий чоловік виявив кілька нових гробниць, а також дослідив кілька інших, розчистивши KV42 і KV20.

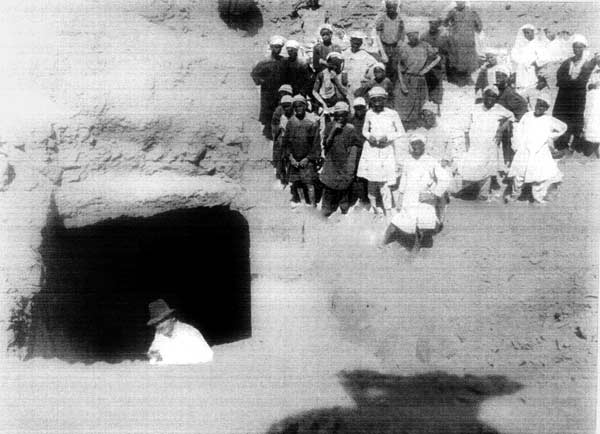
Вхід у гробницю Хоремхеба, невдовзі після її відкриття в 1908 році

Приблизно на початку 20-го століття американський дослідник Теодор М. Девіс мав дозвіл на проведення робіт у долині. Його команда (головним чином зусиллями Едварда Р. Айртона) виявив кілька царських і не царських гробниць (включаючи KV43, KV46 і KV57). 1907 року вони виявили в гробниці KV55 можливу схованку періоду Амарни. Вони вважали що знайдене в гробницях KV54 і KV58 це все, що залишилося від поховання Тутанхамона, тому оголосили, що долина повністю вивчена і що жодних незнайдених поховань не залишилось. Публікація Девіса 1912 року The Tombs of Harmhabi and Touatânkhamanou закривалася коментарем «Я боюся, що Долина Царів тепер вичерпана».
Після смерті Девіса на початку 1915 року, лорд Карнарвон придбав концесію на розкопки в долині й найняв Говарда Картера, щоб досліджувати її. Після систематичних пошуків, у листопаді 1922 року вони виявили справжню гробницю Тутанхамона (KV62).
Різні експедиції продовжували досліджувати долину, що значно підвищило рівень знань у цій галузі. 2001 року в рамках Фіванського картографічного проекту розроблено нові знаки для гробниць, а також забезпечено інформацією та планами відкритих гробниць.

## Забудова гробниць

### Розташування
Мапа Долини Царів з позначеними гробницями
Найбільш ранні гробниці розташовані в скелях на вершині схилів осипів, у тих місцях, де під час сильних гроз виникають водоспади (KV34 і KV43). Коли ці місця вже були зайняті, поховання спустилися в долину, поступово просуваючись вгору по схилах, в процесі заповнення дна долини уламками. Цим пояснюється розташування KV62 і KV63, захованих у дні долини.

### Архітектура
Звичайний план гробниці складається з довгого похилого коридору, видовбаного в скелях, який спускається через одну або більше зал (можливо, віддзеркалюючи шлях бога Сонця в підземний світ) в поховальну камеру. У найбільш ранніх гробницях коридори принаймні один раз повертають на 90 градусів (наприклад, KV43, гробниця Тутмоса IV), і найбільш ранні з них мають картушо-подібні поховальні камери (наприклад, KV43, гробниці Тутмоса IV). Цей план називається «зігнута вісь». Після поховання верхні коридори підлягали заповненню уламками, а вхід у гробницю прихованню. Після Амарнського періоду план поступово випрямлявся, з проміжним «зламом осі» (гробниця Хоремхеба, KV57 є типовим прикладом цього плану і є однією з гробниць, яка іноді відкрита для відвідувачів), до загалом «прямої осі» наприкінці дев'ятнадцятої та під час двадцятої династії (гробниці Рамсеса III і Рамсеса IX, KV11 і KV6 відповідно). У міру випрямлення осі гробниць, їх нахил також зменшувався, і майже зник до кінця двадцятої династії. Ще одна особливість, що є спільною для більшості гробниць, це «колодязь», який виник як реальний бар'єр для зупинки потоків води від входу в нижню частину гробниці. Здається, пізніше вони набули «магічного» сенсу як символічна шахта. Наприкінці двадцятої династії сам колодязь іноді не викопували, але приміщення для нього все ще зберегли.

### Оздоблення

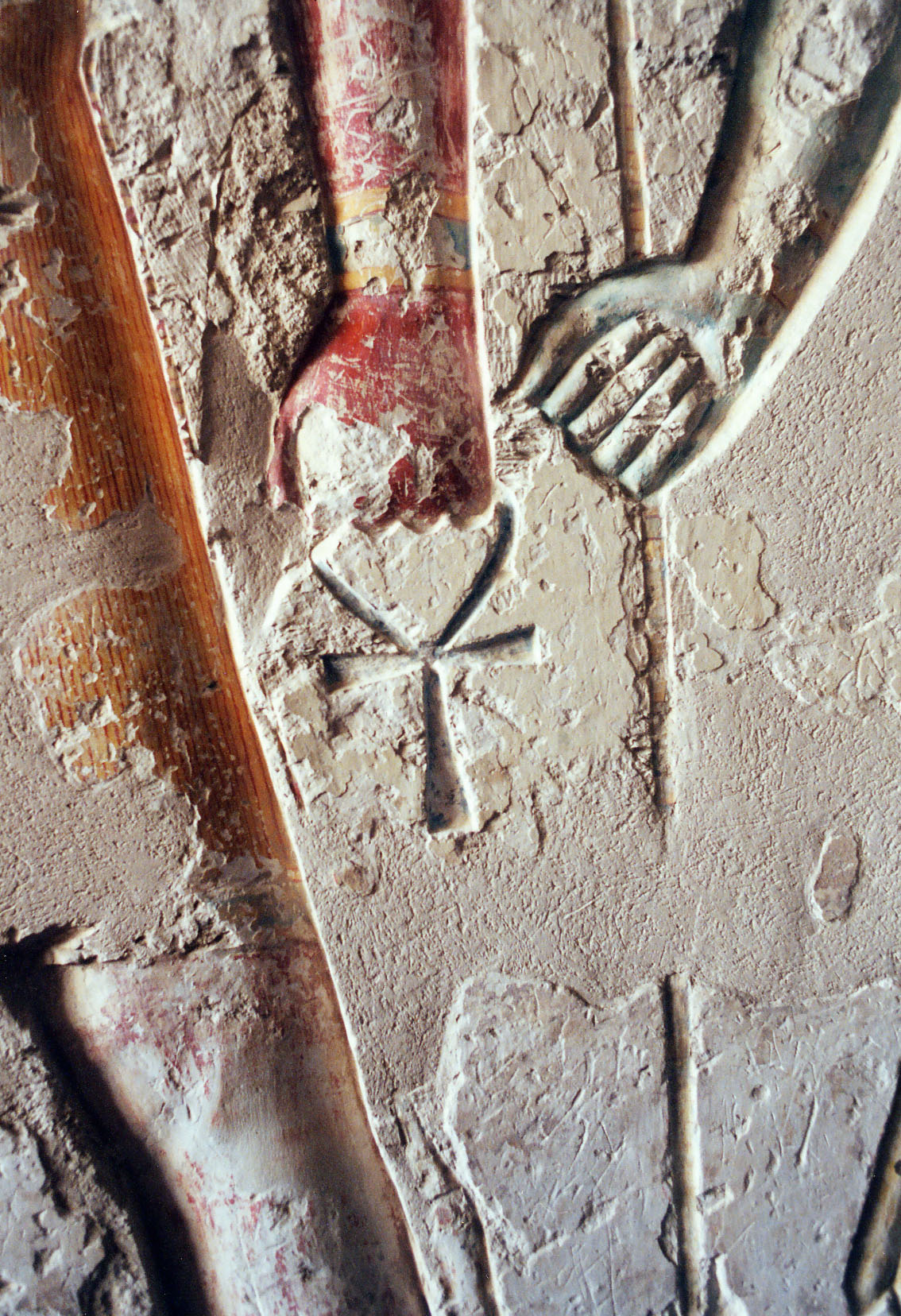
Деталь оздоблення в гробниці KV2

Більшість царських гробниць прикрашені релігійними текстами і зображеннями. Перші гробниці прикрашені сценами з книги Амдуат ('Про те, що в Потойбічному світі'), яка описує подорож сонячного бога впродовж дванадцяти годин ночі. Від часів Хоремхеба гробниці прикрашені Книгою воріт, яка зображує подорож бога Сонця крізь дванадцять брам, які ділять нічний час, і забезпечує господарю могили безпечний прохід через ніч. Ці ранні гробниці, зазвичай, слабко оздоблені, а ті, що не належать царям, зовсім без оздоблення.
Наприкінці дев'ятнадцятої династії у верхню частину гробниць поміщали Книгу печер. У ній підземний світ поділяється на масивні печери, в яких перебувають божества та померлі в очікуванні сходу сонця, щоб воно пройшло через них і повернуло їх до життя. Повна версія зображена в гробниці Рамсеса VI. В похованні Рамсеса III зображена Книга землі, в якій підземний світ розділений на чотири секції, а завершується вона тим, що Нун витягує сонячний диск із землі.
Стелі в поховальних камерах (починаючи з поховання Сеті I і надалі) оздоблені розповіддю, яку формалізували як Книгу небес, що знову ж описує подорож Сонця упродовж дванадцяти годин ночі. Знову ж, починаючи з часів Сеті I починає з'являтися довгий гімн богу Сонця під назвою Літанія Ра.

### Облаштування гробниць
Кожна гробниця мала облаштування, яке призначалось для комфортного існування в потойбічному світі. Також у гробницях були присутні предмети, призначені для виконання магічних ритуалів, такі як Ушебті та божественні фігурки. Деякі з предметів можливо цар використовував у житті (наприклад, сандалі Тутанхамона), а деякі спеціально створено для поховання.

### Нумерація гробниць
Сучасна абревіатура «KV» означає «Долина Царів» (англ. Kings' Valley). 1827 року Вілкінсон намалював KV з цифрами над входами до двадцяти однієї гробниці, які були на той час відкриті в Східній долині, тоді як чотири гробниці в Західній долині він позначив від WV1 до WV4. Ці чотири гробниці Західної долини пізніше включено в систему нумерації Східної долини від WV22 до WV25. Згодом гробниці, відкриті від часів Вілкінсона, також додано до списку. Діапазон номерів від KV1 (гробниця Рамсеса VII) до KV64 (виявлена 2012 року). Від початку 19-го століття антиквари і археологи розчистили і зареєстрували гробниці, загалом станом на початок 20-го століття була відома 61 гробниця. KV5 заново відкрито в 1990-х роках після того, як попередні дослідники відкинули її як несуттєву[58]. Деякі з гробниць не мають власників, власники інших залишаються невідомими, а деякі інші є просто ямами для зберігання[59]. Більшість відкритих у Долині Царів гробниць розташовані в Східній долині, і там само перебуває більша частина туристичних об'єктів.

### Вісімнадцята династія

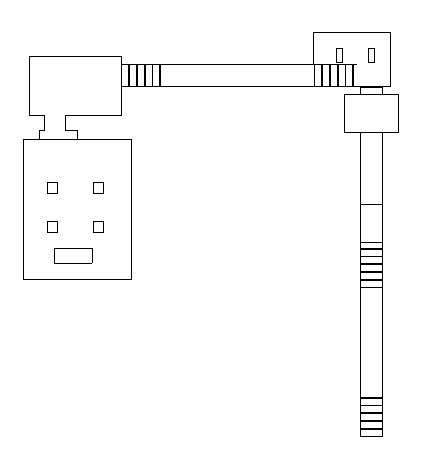
Типова «зігнута вісь» гробниці початку вісімнадцятої династії

Гробниці вісімнадцятої династії в долині досить сильно різняться за оздобленням, стилем і місцем розташування. Схоже, що спочатку не було певного плану. KV20 Хатшепсут має унікальну форму, звиваючись і повертаючи вниз понад 200 метрів від входу, так що поховальна камера розташована за 97 метрів від поверхні. Гробниці поступово стали більш правильними та формалізованими, ті, що належать Тутмосу III і Тутмосу IV, KV34 і KV43, є добрими прикладами гробниць XVIII династії, обидві з зігнутими осями і простим оздобленням.
Мабуть, найпоказовіша гробниця цього періоду належить Аменхотепу III, WV22, розташована в Західній долині. Її повторно дослідила в 1990-х роках група з Університету Васеда (Японія), але все ще не є відкритою для відвідувачів.
Тоді ж поряд з царською родиною почали ховати могутніх і впливових вельмож; найвідоміша з цих гробниць це спільна могила Юйя та Туя, KV46. Вони були, можливо, батьками цариці Тії. До відкриття гробниці Тутанхамона це була найкраще збережена гробниць, серед виявлених у долині.

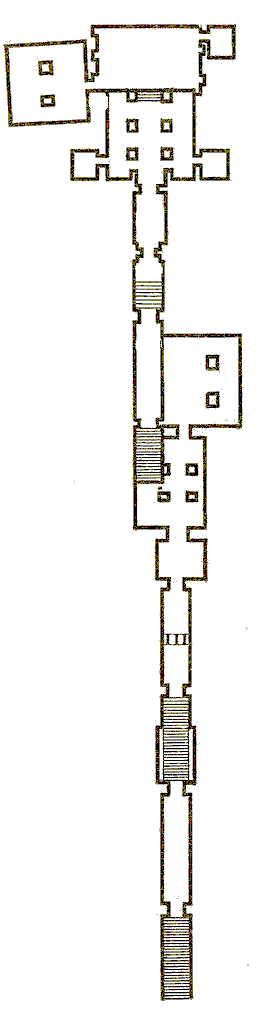
Типова постамарнська гробниця зі «зсунутою віссю»

#### Амарнський період
Повернення царських поховань до Фів після закінчення амарнського періоду знаменує собою зміну в плануванні королівських поховань, проміжна зламана вісь поступово поступається місцем прямій осі пізніших династій. У Західній долині є розпочата могила, що, як вважають, задумувалась для Ехнатона, але це не більш ніж вхід і ряд східців. Гробниця Ая, тутанхамонового спадкоємця, розташована поруч. Цілком ймовірно, що цю гробницю розпочали робити для Тутанхамона (оформлена в подібному стилі), але пізніше використали для поховання Ая. В такому разі це б означало, що KV62 є оригінальною гробницею Ая, а це пояснювало б її менші розміри і незвичайне плануванням як для царської гробниці.
Інші гробниці Амарнського періоду розташовані в невеликому районі в центрі Східної долини, з можливим схованкою мумій (KV55), яка може містити кілька царських поховань Амарнського періоду: Тія, Сменхкара або Ехнатон.
У безпосередній близькості розташоване поховання Тутанхамона, мабуть, найвідоміша знахідка сучасної західної археології. Тут її 4 листопада 1922 року виявив Говард Картер, а очисні та реставраційні роботи тривали до 1932 року. Це була перша виявлена царська гробниця, що залишилась значною мірою недоторканою, хоча розкрадачі гробниць входили всередину. І до розкопок KV63 10 березня 2005 року її вважають останнім значним відкриттям у долині. Вражає багатство артефактів могили, хоча Тутанхамон був відносно малолітнім царем, тож інші поховання, ймовірно, мали ще численніші скарби.
Розташована неподалік гробниця Хоремхеба (KV57) рідко відкрита для відвідувачів. Але вона має багато унікальних особливостей і повністю розписана. Оздоблення показує перехід від преамарнських гробниць до тих, які належать 19-й династії.
=== Дев'ятнадцята династія === Дев'ятнадцята династія засвідчила подальшу стандартизацію планування та оздоблення гробниць. Могила першого царя династії, Рамсеса I, була спішно закінчена через смерть фараона і є не більше, ніж усіченим похилим коридором та поховальною камерою. Однак, KV16 має яскраве оздоблення і все ще містить саркофаг царя. Центральне розташування робить її однією з найчастіше відвідуваних гробниць. Вона показує розвиток входу і проходу гробниці, а також оздоблення.
Гробницю його сина і наступника Сеті I, KV17, (також відому як гробниця Бельцоні, гробниця Апіса, або гробниця Псамміса, сина Нехо), зазвичай вважають однією з найкращих гробниць у долині. Вона повністю оздоблена барельєфами і малюнками. Коли 1817 року Бельцоні заново її відкрив, він назвав це «..щасливим днем..»
Син Сеті, Рамсес II (Рамсес Великий), побудував велику гробницю, KV7, яка перебуває в занедбаному стані. Нині франко-єгипетська команда на чолі з Крістіаном Лебланком проводить роботи з її розкопок і збереження. Гробниця Рамсеса II має приблизно однакову довжину й більшу площу, ніж могила його батька.

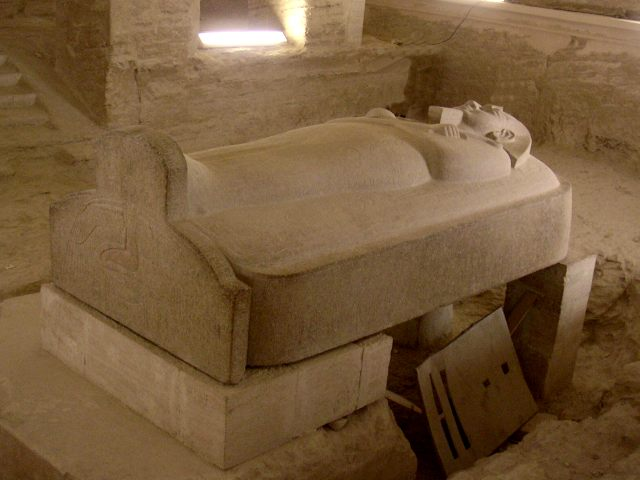
Кам'яний саркофаг Мернептаха в гробниці KV8

Тоді ж, і якраз навпроти своєї власної гробниці, Рамсес розширив зведену раніше невелику гробницю невідомого вельможі XVIII династії (KV5) для своїх численних синів. Маючи 120 відомих кімнат, а земляні роботи все ще тривають, це, напевно, найбільша гробниця в долині. Спочатку відкрита (і пограбована) в давнину, ця низинна структура зазнавала сильних затоплень під час паводків у цьому районі. Тони уламків і матеріал наносились упродовж століть, зрештою приховавши її величезний розмір. Нині закрита для відвідувачів.
Гробниця сина і наступника Рамсеса II, Мернептаха, KV8, є відкритою від часів античності. Вона простягається на 160 метрів і закінчується поховальною камерою, яка містила набір з чотирьох вкладених саркофагів. Добре оздоблена, гробниця зазвичай відкрита для відвідувачів більшість років.
Останні царі цієї династії також споруджували гробниці в долині. Всі вони мають одні й ті самі схеми компонування і оздоблення. Помітною серед них є KV47 Саптаха, яка добре оздоблена, особливо стеля.

### Двадцята династія
Перший правитель династії, Сетнахт насправді побудував собі дві гробниці. Він розпочав копати гробницю, яка зрештою стала могилою його сина, Рамсеса III, але вдерся в іншу гробницю і відмовився від неї, а натомість зайняв KV14, яка належала жінці-фараону дев'ятнадцятої династії Таусерт. Отож, ця гробниця має дві поховальні камери, друге розширення робить її однією з найбільших царських гробниць, завдовжки понад 150 метрів.

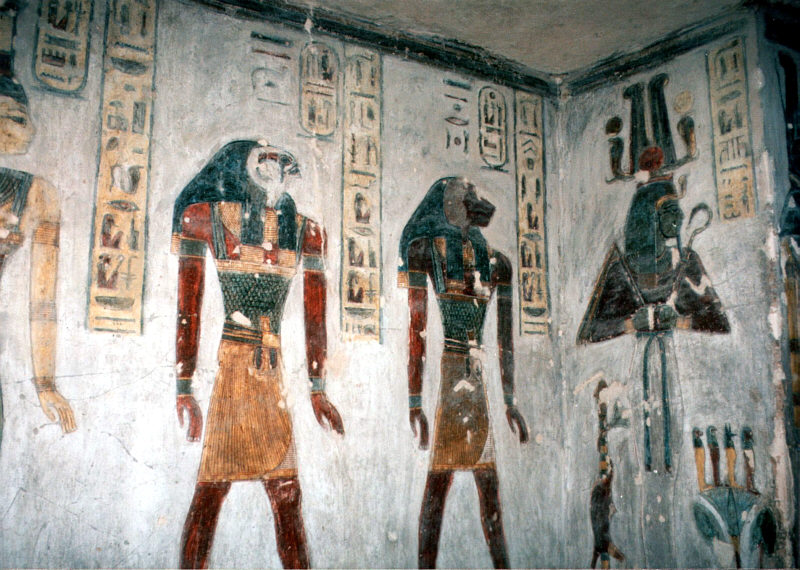
Гробниця Рамсеса III, KV11

KV11 Рамсеса III (відома як Гробниця Брюса або Гробниця Гарпера через її оздоблення) — одна з найбільших гробниць у долині і є відкритою для відвідувачів. Вона розташована неподалік від центрального місця-відпочинку, а розташування та чудове оздоблення роблять її однією з найбільш відвідуваних туристами гробниць.
Наступники та нащадки Рамсеса III споруджували гробниці, які мали пряму вісь. Всі вони подібні за оздобленням. Помітною серед них є KV2, гробниця Рамсеса IV, яка була відкрита від давнини, що містить велику кількість ієратичних графіті. Гробниця переважно недоторкана й прикрашена сценами з кількох релігійних текстів. Спільна гробниця Рамсеса V і Рамсеса VI, KV9 (також відома як Гробниця Мемнона або La Tombe de la Métempsychose) прикрашена багатьма вирізаними рельєфами en creux, що зображає ілюстровані сцени з релігійних текстів. Відкрита ще в давнину, вона містить понад тисячу прикладів графіті, написаних стародавніми грецькою, латинською та коптською мовами. Ґрунт від котловану і подальшого очищення цієї могили, разом з пізнішим спорудженням хатин працівників, накрив попереднє поховання KV62 і, здається, саме це захистило гробницю від раннього відкриття і грабежу.

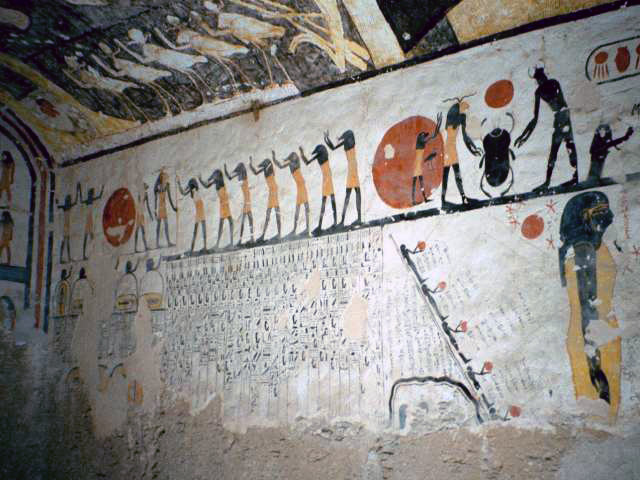
Гробниця Рамсеса IX, kv6

Гробниця Рамсеса IX, KV6, була відкрита ще починаючи з давнини, як можна судити за написами на стінах, залишеними римськими і коптськими відвідувачами. Вона розташована в центральній частині долини, між KV5 та KV55 і трохи вище за них. Гробниця простягається на 105 метрів у схил пагорба, зокрема великі бічні камери, не оформлені і не закінчені. Поспішність і незавершеність різьби по каменю і оздоблення (оформлено трохи більш як половину довжини гробниці) вказують, що її не завершили до часу смерті Рамсеса, завершено залу колон, яка слугує похоронною камерою.
Ще однією примітною гробницею цієї династії є KV19, могила Mentuherkhepshef (сина Рамсеса IX). Ця невелика гробниця — просто перетворений, недобудований коридор, але обробка вельми масштабна. Гробницю відновили і відкрили для відвідувачів.

### Двадцять перша династія та занепад некрополя
Наприкінці Нового Царства Єгипет вступив у тривалий період політичного та економічного занепаду. Жерці в Фівах стали потужнішими, і ефективно правили Верхнім Єгиптом, тоді як царі, які правили з Танісу, контролювали Нижній Єгипет. Деякі спроби використати відкриті гробниці зроблено на початку двадцять першої династії, верховний жрець Амона, Пінеджем I, додавши свій картуш до KV4. Долину почали посилено грабували, тому за часів двадцять першої династії жерці Амона відкрили більшість гробниць і перенесли мумії до трьох могил для того, щоб краще захистити їх. Вони прибрали більшу частину скарбу з метою подальшого захисту тіл від грабіжників. Більшість з них переміщено в одну схованку поблизу Дейр-ель-Барі (відому як TT320). Розташоване в скелях з краєвидом знаменитого храму Хатшепсут, це масове перепоховання містить велику кількість царських мумій. Їх знайшли в стані стані розладу, багато поміщені в інші труни, а декілька й досі невідомі. Інші мумії перенесено в KV35, гробницю Аменхотепа II, понад десять мумій, багато з яких царські.
Упродовж наступного третього перехідного періоду і більш пізніх періодів у багатьох відкритих гробницях відбулись інтрузивні поховання. У коптські часи деякі з гробниць використовували як церкви, стайні й навіть будинки.

## Розграбування гробниць
З часів Тутмоса I єгипетських фараонів ховали в пустелі, в долині біля підніжжя гір на захід від Фів. Особливі підрозділи охорони оберігали «місто мертвих» і його скарби від грабіжників. Однак є підтвердження того, що чиновники не тільки не протидіяли мародерству, але самі чи не офіційно організовували ці злочини. Скарби перших фараонів йшли в переробку, щоб наповнити виснажену скарбницю. Папіруси Еббота і Амхерсті Леопольда II містять відомості про офіційне розслідування справи щодо пограбування гробниць некрополя в Фівах, на 60-му році царювання Рамзеса IX. Два літописці з Дейр-ель-Медіни повідомили про свавілля градоначальника Східних Фів, який доповів фараонові про грабежі та чиновників-хабарників. За три роки кілька банд систематично грабували поховання фараонів і могили пересічних громадян. У царському некрополі Дра-Абу-ель-Наге спеціальна служба провела інспекцію 10 поховань різних династій і дійшла до висновку, що розграбована лише гробниця Себекесафа (XVII династія) та його дружини.

## Гробниця 320
У 1871 р. два брати Расул виявили замурований вхід біля підніжжя крутого кам'яного схилу в Дейр ель-Бахрі, на західному березі Нілу, навпроти Фів. Вони розкрили вхід і стали копати. На глибині 13 метрів виявився 70-метровий коридор, що вів углиб скелі. Вздовж коридору були нагромаджені десятки ящиків з муміями, а також багато предметів похоронного обряду. Мумії складалися тут після того, як у період XX династії були розграбовані десятки гробниць. Брати Расул стали продавати вміст таємного поховання. Це тривало кілька років, перш ніж єгипетська Служба старожитностей, очолювана Гастоном Масперо, усвідомила, що відбувається. У 1881 р. Масперо доручив своєму асистенту Еміль Бругшу підняти на поверхню все цінне. За дві години роботи саркофаги та мумії фараонів таких як Тутмес III, Рамсес I, Сеті I і Рамзес II, були витягнуті з вузького ходу в підземеллі. Всі вони доставлені в Каїрський музей. У наступні роки таємна «Гробниця 320» виявилася завалена уламками породи. Єгиптолог Ерхард Грефе знову розкрив її в 1995 р., щоб вперше провести тут наукові роботи.

## Поточні події

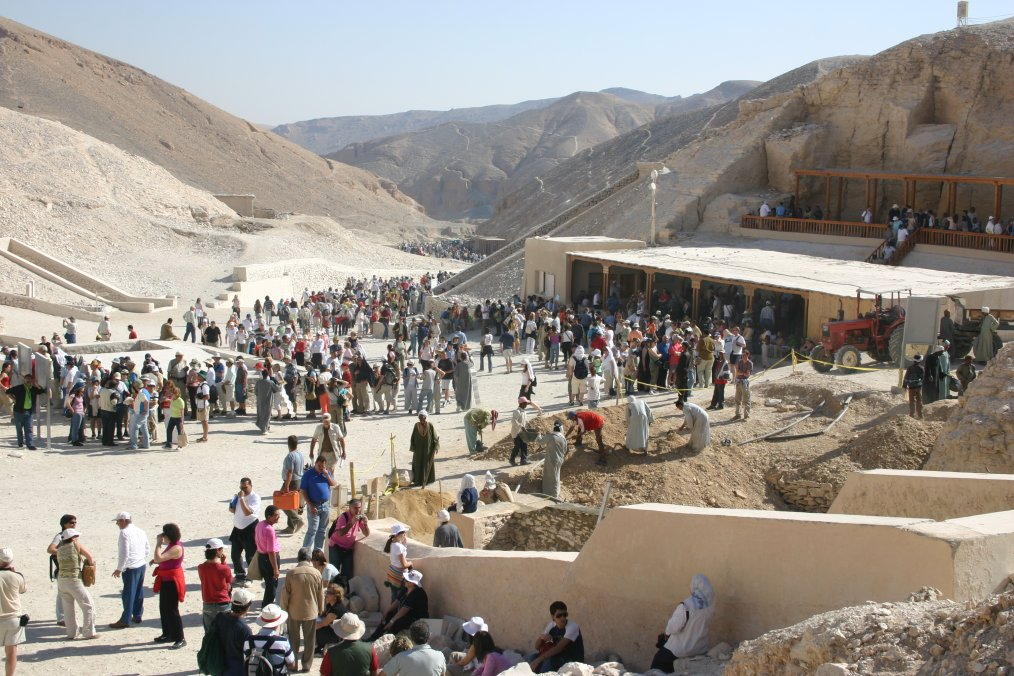
Туристи в Долині Царів

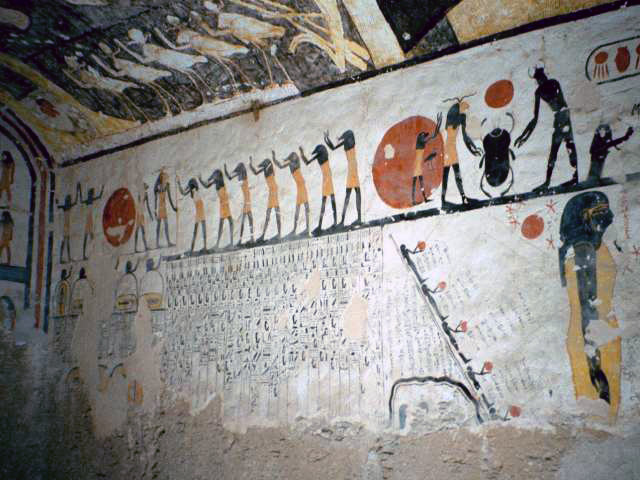
Гробниця Рамзеса IX (KV6)

На початку 2006 вчені виявили в Долині Царів нову незайману однокамерну гробницю (їй присвоїли номер KV63), в якій укладені п'ять мумій у дерев'яних антропоморфних саркофагах з писаними похоронними масками. Також вилучено близько двох десятків великих керамічних судин, з відбитками друку фараона. Це перше поховання, знайдене в Долині після 1922, коли Говард Картер відкрив гробницю Тутанхамона. Археологи університету Мемфіса (штат Теннессі) датували його епохою XVIII династії (1539-1292 до н. е.).
Експедиція під керівництвом професора Отто Шадена (Otto Schaden) з середини 1990 працювала над проектом KV10 — розкопками невеликої гробниці епохи XIX династії. Досліджуючи в 2005 нижні горизонти культурного шару навпроти входу в гробницю KV10, вони натрапили на чотири хатини робочих тієї ж XIX династії, під якими і виявили гробницю KV63.
З січня по березень 2009 в Долині Царів працювала експедиція Базельського університету (Учасники: Сюзанна Бікел, Клаудіа Гамма, Джорді Джоранд, Еліна Полин-Грот і Ніколас Сарторі). Вони досліджували дві недекоровані гробниці — KV26 і KV30. Під час розчищення та досліджень єгиптологи з'ясували, що гробниці ці були недобудованими, але, попри це, у них були поховання. Від поховань до наших днів дійшли лише невеликі фрагменти саркофагів, кераміки і кісток людини. Обидві гробниці вдалося датувати епохою XVIII династії. Крім того, вдалося з'ясувати, що перше пограбування гробниці було ще в давнину — в епоху XXI династії.

## Туризм
Більшість могил не є відкритим для відвідувачів (18 гробниць можуть бути відкритими, але вони рідко бувають такими одночасно), і чиновники іноді закривають ті з них, на яких проходять реставраційні роботи. Кількість відвідувачів KV62 призвела до окремої плати за вхід у гробницю. Західна долина має тільки одну відкриту гробницю, яка належить Аю, й для її відвідування потрібен окремий квиток. Екскурсоводам більше не дозволяється читати лекції всередині гробниць, а відвідувачі повинні проходити через могили спокійно і в одну шеренгу. Це дозволяє звести до мінімуму час в гробницях і запобігти пошкодженню натовпом поверхні оздоблення.
1997 року ісламістські бойовики з Аль-Гамаа аль-Ісламійя вбили 58 туристів і чотирьох єгиптян у сусідньому Дейр ель-Бахрі. Це призвело до загального падіння туристичної галузі в цьому регіоні.
Більшість днів на тиждень в середньому від 4000 до 5000 туристів відвідують головну долину. Західна долина набагато менш відвідувана, оскільки там лише одна відкрита для відвідувачів гробниця.